# Марсель Ерран
Марсе́ль Ерра́н (фр. Marcel Herrand; 8 жовтня 1897, Париж, Франція — 11 червня 1953, Монфор-л'Аморі, Сен-е-Уаз, Франція) — французький актор театру та кіно, театральний режисер.

## Біографія та кар'єра
Марсель Ерран народився 8 жовтня 1897 року в Парижі, Франція. Як актор дебютував у 1917 році з Андре Антуаном на сцені Театру Мобе́ля (фр. Théâtre Maubel) у постановці «Грудей Тиресія» Гійома Аполлінера. Протягом нетривалого часу навчався в класі Жака Копо, після чого у 1918 році був прийнятий до трупи Жоржа і Людмили Пітоєвих. У різних французьких театрах грав ролі у виставах за п'єсами Жуля Ромена, Жана Кокто, Альбера Камю, Оскара Уайльда та інших драматургів.
Як режисер у різних французьких театрах поставив вистави за п'єсами Федеріко Гарсія Лорки, Люсьєна Фабра, Альбера Камю, Андре Жіда, Маріво, Педро Кальдерона де ла Барки та інших драматургів.
З 1932 року разом з Жаном Марша очолював театр «Рідо де Парі» (фр. Rideau de Paris); від 1939 року разом з Жоржем Маршалем був одним з провідних акторів «Театру Матюрен» (фр. Théâtre des Mathurins).
У кіно Марсель Ерран дебютував у 1933 році роллю у фільмі «Опівнічний суд». Бувши театральним актором і режисером, Ерран спочатку неохоче погоджувався зніматися в кіно, але згодом під час війни і в післявоєнному кінематографі створив цілу галерею образів, що запам'ятовуються. Загалом Ерран знявся майже у 30 кінофільмах. Найвідомішою роботою актора в кіно стала роль денді-вбивці Ласенера в драмі Марселя Карне «Діти райка́» (1945). Інші відомі ролі в кіно: Фантомас в однойменному фільму 1947 року, дон Саллюсте де Базан («Рюї Блаз», 1947, екранізація однойменної трагедії Гюго), поліцейський Корентен («Шуани», (1947, екранізація однойменного роману Бальзака).
Марсель Ерран знімався у фільмах Жака де Баронселлі, Жоржа Лакомба, Робера Верне, П'єра Бійона, Марселя Л'Ерб'є та ін. Останньою роботою Марселя Еррана в кіно стала роль короля Людовика XV у пригодницькій комедії Крістіана-Жака «Фанфан-тюльпан» (1952).
Марсель Ерран помер 11 червня 1953 року в Монфор-л'Аморі, Іль-де-Франс, Івлін у Франції, у віці 55 років. Похований у Сюрені, поруч із матір'ю.

## Фільмографія
| Рік  |   | Українська назва                | Оригінальна назва                                    | Роль                                                   |
| ---- | - | ------------------------------- | ---------------------------------------------------- | ------------------------------------------------------ |
| 1933 | ф | Опівнічний суд                  | Le jugement de minuit                                | Джонні Ленглі                                          |
| 1935 | ф | Зелене доміно                   | Le domino vert                                       | мосьє де Рішмон                                        |
| 1936 | ф | На службі у царя                | Au service du tsar                                   | російський офіцер на балі                              |
| 1941 | ф | Згорілий павільйон              | Le pavillon brûle                                    | Одіньян                                                |
| 1942 | ф | Вечірні відвідувачі             | Les visiteurs du soir                                | барон Рено, наречений Анни                             |
| 1942 | ф | Граф Монте-Крісто: Едмон Дантес | Le comte de Monte Cristo, 1ère époque: Edmond Dantès | Бертуччо                                               |
| 1942 | ф | Граф Монте-Крісто: Відплата     | Le comte de Monte Cristo, 2ème époque: Le châtiment  | Бертуччо                                               |
| 1943 | ф | Паризькі таємниці               | Les mystères de Paris                                | Родольф                                                |
| 1945 | ф | Діти райка                      | Les enfants du paradis                               | П'єр-Франсуа Ласенер                                   |
| 1945 | ф | Отець Сергій                    | Le père Serge                                        | цар Микола Павлович Романов I                          |
| 1945 | ф | Пан Людовик                     | Messieurs Ludovic                                    | Людовик де Шартьє                                      |
| 1946 | ф | Зірка без світла                | Étoile sans lumière                                  | Роже Марні                                             |
| 1946 | ф | Мартен Руманьяк                 | Martin Roumagnac                                     | мосьє де Лобрі, консул                                 |
| 1947 | ф | Загнана людина                  | L'homme traqué                                       | Ломплер, булочник                                      |
| 1947 | ф | Шуани                           | Les chouans                                          | Корентен, шеф поліції                                  |
| 1947 | ф | Фантомас                        | Fantômas                                             | Фантомас                                               |
| 1948 | ф | Рюї Блаз                        | Ruy Blas                                             | маркіз дон Саллюсте де Базан                           |
| 1948 | ф | Фіакр №13                       | Il fiacre N. 13                                      | Жорж де ла Тур Водьє (епізоди «Злочин» та «Покарання») |
| 1948 | ф | Безвихідь двох ангелів          | Impasse des deux anges                               | Маркус Антуан де Фонтен                                |
| 1949 | ф | Таємниця жовтої кімнати         | Le mystère de la chambre jaune                       | Ларсан / Бальмаєр                                      |
| 1949 | ф | Аромат дами в чорному           | Le parfum de la dame en noir                         | злочинець Бальмаєр на псевдонім Ларсан                 |
| 1950 | ф | Кінець Помпеї                   | Gli ultimi giorni di Pompei                          | Арбак                                                  |
| 1950 | ф | Ми кохаємо тільки раз           | On n'aime qu'une fois                                | Гіацинт Карр'єр                                        |
| 1950 | ф | Немає жінкам пощади             | Pas de pitié pour les femmes                         | Норбер, мажордом                                       |
| 1951 | ф | Історія кохання                 | Une histoire d'amour                                 | Шарль Марей                                            |
| 1952 | ф | Вовки полюють вночі             | Les loups chassent la nuit                           | Педро, директор кабаре                                 |
| 1952 | ф | Фанфан-тюльпан                  | Fanfan la Tulipe                                     | Людовик XV                                             |
| 1952 | ф | Цнотлива повія                  | La p... respectueuse                                 | сенатор Едуард Кларк                                   |